# Uberto Rossi Lanfranchi
Uberto Rossi Lanfranchi o Ratta (Pisa, ... – marzo 1137) è stato un cardinale e arcivescovo cattolico italiano.

## Biografia
Appartenente a un ramo della nobile famiglia pisana dei Lanfranchi e al Capitolo dei Canonici cittadino, dopo averlo nominato legato pontificio per l'Italia, Callisto II lo creò cardinale diacono di Santa Maria in Via Lata nel 1122. Tre anni più tardi il suo successore Onorio II lo consacrò cardinale presbitero di San Clemente.
Nel 1129 venne inviato come legato nel Regno di León alla corte del re Alfonso VII di León, fungendo da contatto con la Santa Sede per quasi otto anni, con una breve interruzione in Portogallo. In quell'occasione conobbe e fece amicizia con l'arcivescovo di Compostela Diego Gelmírez, importante storiografo del tempo, collaborando anche ad un sinodo a Carrión de los Condes, che depose tre vescovi, Pelagio, vescovo di Oviedo, Diego, vescovo di León, e Munio, vescovo di Salamanca, rei di essersi opposti alle nozze del re con Berengaria di Barcellona per la loro consanguineità.
Venne eletto arcivescovo di Pisa da papa Innocenzo II nel 1132, ma fu poi costretto a risiedere oltralpe in quanto la città toscana, fieramente ghibellina, sostenne lo scisma anacletino. Nel 1135 stabilì a Porto Torres la sede della legazione della Santa Sede in Sardegna.
Fece molte donazioni all'arcidiocesi pisana e mantenne le proprie cariche fino alla morte, avvenuta nel marzo del 1137.